# Vitry-sur-Orne
Vitry-sur-Orne là một xã trong tỉnh Moselle, vùng Grand Est đông bắc nước Pháp.